# Antonio Páez
Antonio Páez Montero (* 5. September 1956 in Arenas del Rey, Provinz Granada) ist ein ehemaliger spanischer Mittelstreckenläufer, der sich auf die 800-Meter-Distanz spezialisiert hatte.
Bei den Halleneuropameisterschaften wurde er 1977 in San Sebastián Sechster und gewann 1979 in Wien Gold.
1980 erreichte er bei den Olympischen Spielen in Moskau das Halbfinale. Einer Bronzemedaille bei den Halleneuropameisterschaften 1981 in Grenoble folgte Gold bei den Halleneuropameisterschaften 1982 in Mailand.
1978 wurde er spanischer Meister. In der Halle holte er 1976 den nationalen Titel über 400 Meter und 1977 sowie 1979 über 800 Meter.

## Persönliche Bestzeiten
- 800 m: 1:45,69 min, 19. Juli 1980, Madrid
  - Halle: 1:47,4 min, 25. Februar 1979, Wien
- 1000 m: 2:16,64 min, 1. Juli 1980, Oslo